# Jack LaLanne
Francois Henri "Jack" LaLanne (26. september 1914 – 23. januar 2011) var en amerikansk fitnessguru og skuespiller.